# Voria dicta
Voria dicta là một loài ruồi trong họ Tachinidae.